# Gao Gayamba Saboua
Gao Gayamba Saboua (auch: Gao Gayamba, Gaonyamba Saboua, Gayamba Saboua, Gayamba Sabouwa) ist ein Dorf in der Landgemeinde Ourafane in Niger.

## Geographie
Das von einem traditionellen Ortsvorsteher (chef traditionnel) geleitete Dorf befindet sich rund 35 Kilometer südöstlich des Hauptorts Ourafane der gleichnamigen Landgemeinde, die zum Departement Tessaoua in der Region Maradi gehört. Zu den Siedlungen in der näheren Umgebung von Gao Gayamba Saboua zählen Kaoutchin Kaba im Norden, Maï Komboroua im Nordosten und Sabaré im Südwesten.
Es herrscht das Klima der Sahelzone vor, mit einer durchschnittlichen jährlichen Niederschlagsmenge zwischen 300 und 400 mm.

## Bevölkerung
Bei der Volkszählung 2012 hatte Gao Gayamba Saboua 1945 Einwohner, die in 252 Haushalten lebten. Bei der Volkszählung 2001 betrug die Einwohnerzahl 701 in 86 Haushalten und bei der Volkszählung 1988 belief sich die Einwohnerzahl auf 806 in 113 Haushalten.
Die Bevölkerungsdichte in diesem Gebiet ist für nigrische Verhältnisse hoch. In Gao Gayamba Saboua wird die Sprache Hausa gesprochen.

## Wirtschaft und Infrastruktur
Das Gebiet der Ebenen im südlichen Teil der Region Maradi, in dem Gao Gayamba Saboua liegt, ist von einer anhaltenden Degradation der ackerbaulichen Flächen gekennzeichnet, die mit der hohen Bevölkerungsdichte in Zusammenhang steht. Im Dorf ist ein Gesundheitszentrum des Typs Centre de Santé Intégré (CSI) vorhanden. Es gibt eine Schule.